# Rudkøbing
Rudkøbing ([ˈʁuðˌkʰøˀpe̝ŋ]) es un ciudad danesa y capital de la isla y municipio de Langeland. Rudkøbing es una ciudad con un puerto pesquero, comercial y deportivo.

## Historia
Rudkøbing se nombra por primera vez en un documento del año 1287 como Rudkiøbing. Se cree que el nombre original del lugar era Rutha, con significado de "lugar abierto" o "lugar despejado", mientras que la terminación -købing indica una localidad con privilegios comerciales. Su fundación es seguramente más antigua.
Por su ubicación en el centro y en la costa oeste de Langeland, Rudkøbing pronto destacó como el principal sitio comercial de la isla y como puerto de salida de las mercancías. La ciudad nunca fue muy grande, debido al limitado tamaño de la isla y al comercio ilegal que imperó hasta el siglo XVII. Rudkøbing nació como una ciudad mercado medieval en la que no ha habido un gran desarrollo industrial posterior. Es por eso que todavía pueden encontrarse calles empedradas y estrechos callejones de las antiguas granjas y mercados.
Durante las guerras entre Dinamarca y Suecia en el siglo XVII, Rudkøbing fue fortificada pero a pesar de ello padeció severos daños. Poco después de finalizada la guerra de 1658-1660 su población no llegaba a los 500 habitantes. A finales de ese siglo Rudkøbing recuperó cierta actividad comercial gracias al mejoramiento de su puerto.
A mediados del siglo XIX se construyó un nuevo puerto y se mejoraron los caminos entre la ciudad y las zonas rurales de la isla. El comercio también se benefició con la llegada de los barcos de vapor. La industrialización llegó a Rudkøbing en 1845 y tuvo cierto crecimiento hasta el siglo XX, pero nunca tuvo demasiada fuerza. El ferrocarril de Langeland se inauguró en 1911. La población creció de manera constante y a finales del siglo XIX alcanzó la cifra de 3.500 habitantes, pero a partir de la década de 1920 el crecimiento fue bastante más modesto y con altibajos. Este crecimiento limitado ha hecho que el centro de la ciudad conserve sus características antiguas. El turismo tiene una importancia creciente en la economía, a lo que ha contribuido la inauguración en 1960 del puente de Langeland, terminado en 1966 y principal vía de acceso a la isla desde el resto del país.
En 1970 se creó el municipio de Rudkøbing y en 2007 este se fusionó con los otros dos municipios de la isla para integrar el municipio de Langeland, del que Rudkøbing es capital desde entonces.

## Demografía
| Gráfica de evolución demográfica de Rudkøbing entre 1916 y 2020 |
|                                                                 |

## Galería

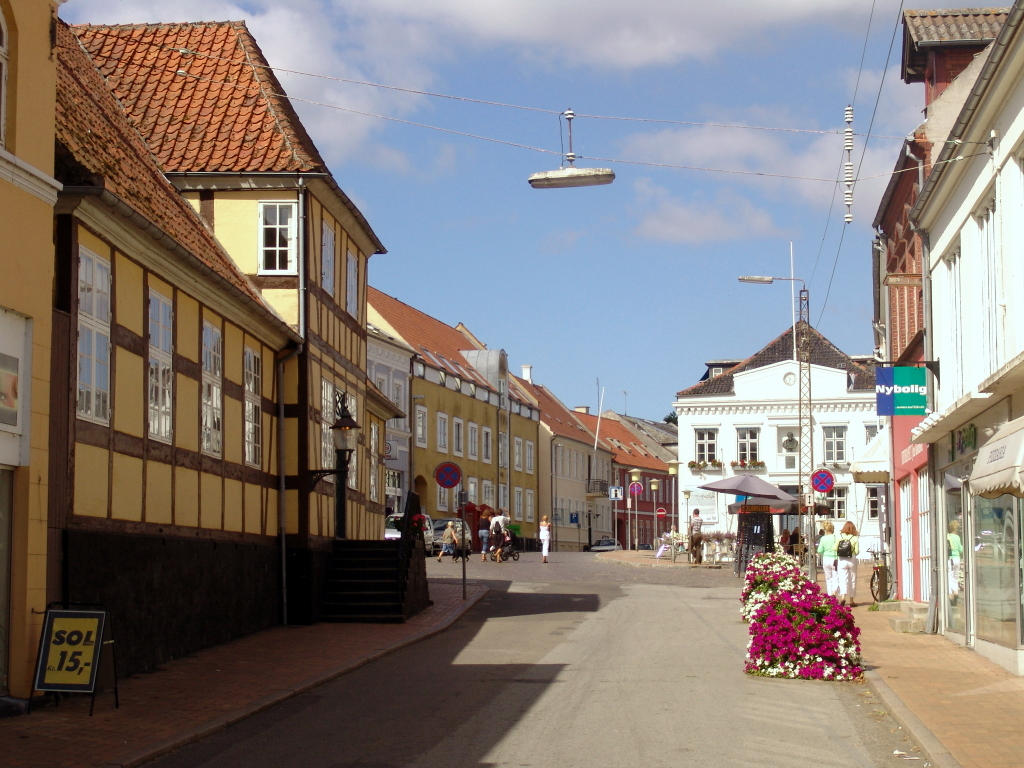
Centro de la ciudad Rudkøbing
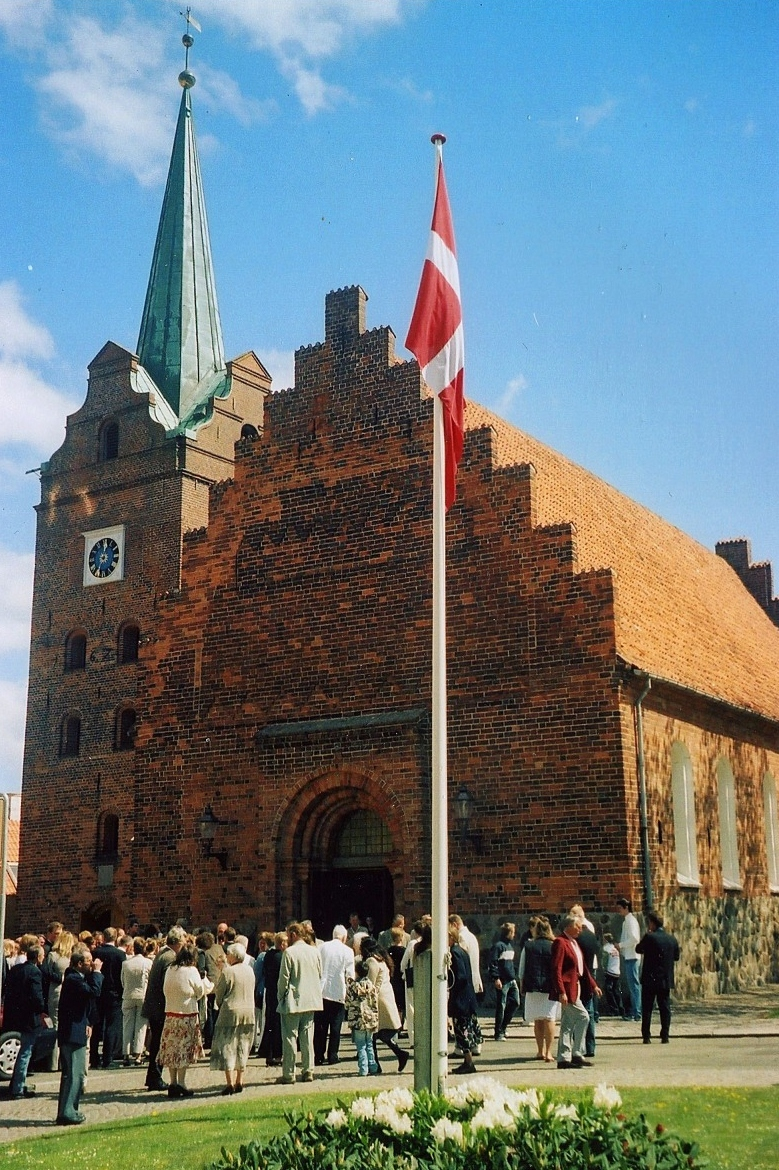
Iglesia de Rudkøbing
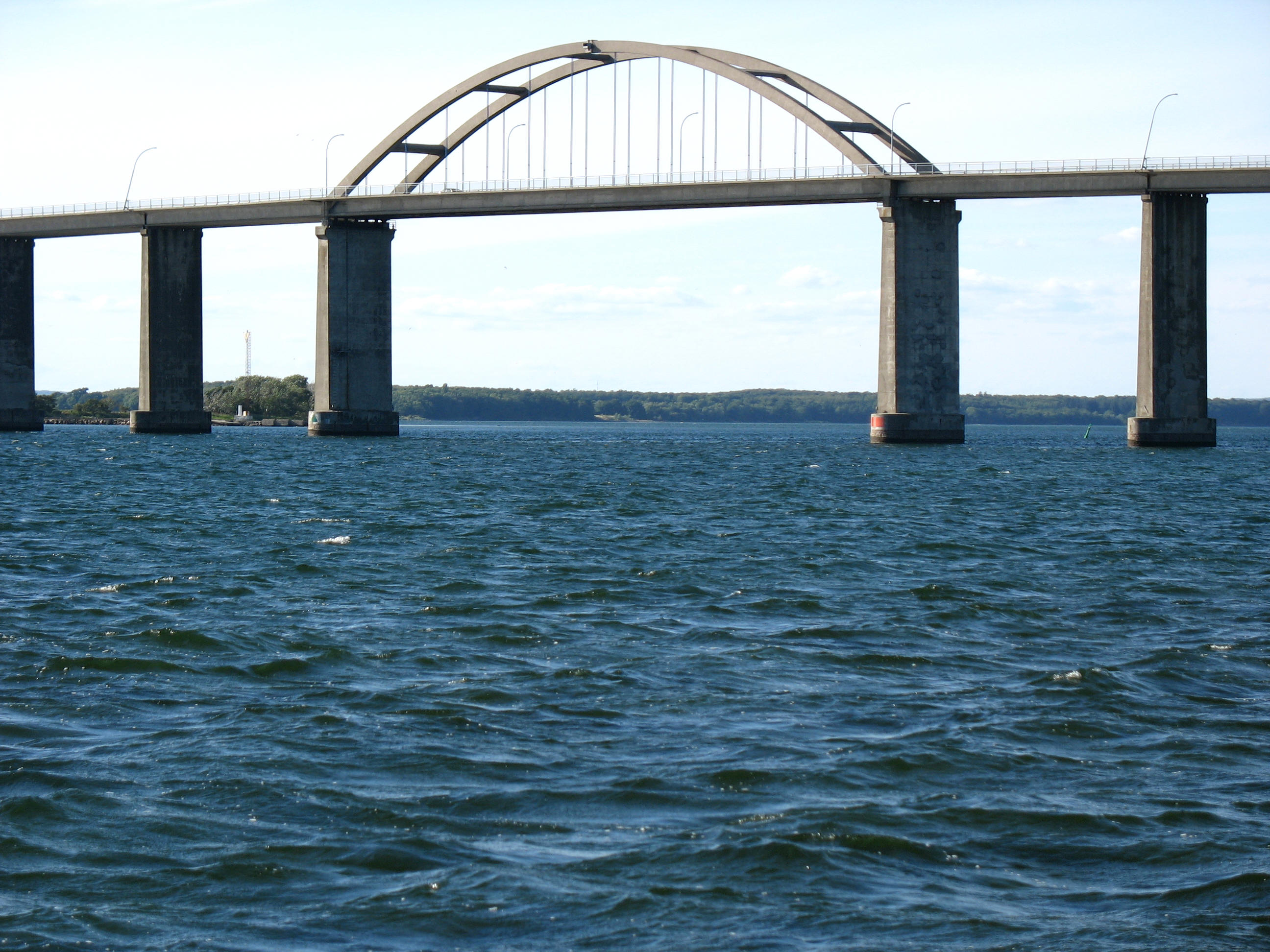
Puente de Langeland